# Andrew Libano
Andrew Jackson Libano Jr (ur. 19 stycznia 1903 w Nowym Orleanie, zm. 22 czerwca 1935 tamże) – amerykański żeglarz sportowy. Złoty medalista olimpijski z Los Angeles.
Zawody w 1932 były jego jedynymi igrzyskami olimpijskimi. Mistrzem olimpijskim został w klasie Star, na jachcie Jupiter partnerował mu Gilbert Gray. W 1934 wspólnie zajęli siódme miejsce na mistrzostwach świata.